# Фемистокл
Фемисто́кл (др.-греч. Θεμιστοκλῆς; ок. 524 до н. э. — 459 до н. э.) — афинский государственный деятель, один из «отцов-основателей» афинской демократии, полководец периода Греко-персидских войн (500—449 годы до н. э.).
С 493/492 года до н. э. неоднократно занимал высшие должности — архонта и стратега. Его политические реформы (487—486) способствовали дальнейшей демократизации афинского государственного строя (ввёл выборы архонтов по жребию, предоставил возможность всадникам занимать эту должность, освободил коллегию стратегов от контроля ареопага).
Будучи вождём так называемой морской партии, отражавшей интересы торгово-ремесленных слоёв и бедноты, Фемистокл, в противовес своему главному политическому конкуренту Аристиду, выступавшему за наращивание сухопутного военного потенциала, стремился превратить Афины в морскую державу. Среди преобразований, предпринятых Фемистоклом накануне вторжения персидского царя Ксеркса в 480 году до н. э., важнейшее значение имели укрепление гавани Пирей и наращивание боевого потенциала афинского военного флота с 70 до 200 триер.
Фемистокл играл важную роль в организации общегреческими силами сопротивления персам. При приближении персидской армии принял решение оставить Афины, понимая, что одержать победу он мог только на море. Афинский флот под руководством Фемистокла одержал ряд решающих побед над персами (в том числе при Саламине в 480 году до н. э.), за что ему были возданы почести даже в Спарте. После разгрома персов стал инициатором создания в 478/477 году до н. э. Делосского союза, добился строительства Афинами Длинных стен, соединяющих город с портом Пирей.
В 471 году до н. э. в результате происков афинской аристократии Фемистокл был подвергнут остракизму, позднее обвинён в дружбе с персами (мидизме), в тайной связи со спартанским полководцем Павсанием и осуждён. После долгих скитаний бежал к персидскому царю Артаксерксу I, получил от него в управление ряд городов Малой Азии.
Умер в 459 году до н. э. в Магнесии-на-Меандре в Малой Азии.

## Ранние годы. Семья
Фемистокл родился в Афинах около 524 года до н. э. Его отец, афинянин Неокл (Νεοκλῆς) происходил из сельского дема Фреарры и принадлежал к знатному жреческому роду Ликомидов. Матерью Фемистокла, согласно Плутарху, была либо фракиянка Абротонон, либо женщина родом из Галикарнаса Эвтерпа. Независимо от того, из какого города происходила мать Фемистокла, после закона о гражданстве Перикла 451 года до н. э. её сын был бы незаконнорождённым, но жизнь Фемистокла пришлась на время, когда происхождение матери не учитывалось, что позволило ему получить гражданские права в полисе и занять должность архонта-эпонима, к которой незаконнорождённые не допускались.
В дальнейшем происхождение Фемистокла обусловило и его гражданскую позицию. Большинство афинских знатных родов имело родственные и/или дружественные отношения с другими государствами. Фемистоклу были чужды подобные пристрастия. Он склонялся к опоре на внутренние силы, без заключения тесных союзов с другими государствами. Он стремился к афинскому изоляционизму.
В юные годы, во время отдыха, в отличие от других детей, Фемистокл обдумывал и сочинял речи. В них он либо обвинял, либо защищал кого-либо из сверстников. Учитель будущего афинского стратега, согласно Плутарху, предсказал, что «Из тебя мальчик, не выйдет ничего посредственного, но что-нибудь очень великое, — или доброе, или злое!».
В юные годы, согласно ряду античных авторов, Фемистокл вёл разгульный образ жизни. Из-за этого отец даже якобы лишил его наследства. Плутарх подтверждает наличие таких слухов, при этом опровергает их. Скорее всего, это обычная клевета, так как если бы подобное имело место, Фемистокл не смог бы пройти докимасию перед выборами в архонты. Сам же Плутарх в конце своего произведения «Фемистокл» рассказывает о 10 детях Фемистокла, из которых только трое (Архентол, Полиевкт и Клеофант) были от первой жены Архиппы.

## Ситуация в Афинах перед началом политической деятельности Фемистокла
Фемистокл рос в условиях частых смен власти в Афинах. После смерти тирана Писистрата в 527 году до н. э. власть перешла к его сыновьям Гиппарху и Гиппию. После убийства Гиппарха в 514 году до н. э. оставшийся в живых Гиппий окружил себя наёмниками, с помощью которых надеялся сохранить власть. В 510 году до н. э. спартанский царь Клеомен предпринял военный поход против Афин, в результате которого тиран был свергнут. В Афины вернулся представитель рода Алкмеонидов Клисфен. Ему была поручена подготовка новых законов. Осуществлённые им нововведения сделали Афины демократией (др.-греч. δημοκρατία). Также им был введён остракизм — изгнание из города путём голосования выдающихся граждан, которые угрожали демократии. Нововведения Клисфена не нравились представителям афинской аристократии — эвпатридам. Сумев избрать архонтом своего представителя Исагора, они изгнали Клисфена и отменили его реформы. Исагор и его сторонники поддерживались спартанцами. Народ воспротивился этой перемене и сумел изгнать как Исагора, так и спартанцев из Афин.
После изгнания из Афин тиранов могущество города стало возрастать. Как писал Геродот:

«освободившись от тирании, они заняли безусловно первенствующее положение. Поэтому, очевидно, под гнетом тиранов афиняне не желали сражаться как рабы, работающие на своего господина; теперь же после своего освобождения каждый стал стремиться к собственному благополучию».

Новая политическая система открыла путь к власти людям, которые ранее были лишены возможности её достичь. Среди них был и незаконнорождённый Фемистокл. Для участия в новых политических реалиях Афин требовались умения убеждать, выступать перед народным собранием, быть постоянно на виду — те черты, которыми обладал молодой афинский политик. Также он снискал популярность у народа благодаря своей памяти — он называл каждого гражданина по имени — и потому, что оказывался беспристрастным судьёй в делах частного характера.
Так, согласно Плутарху, когда знаменитый древнегреческий поэт Симонид Кеосский попросил у Фемистокла чего-то незаконного, то получил отказ. Афинский стратег ответил, что, как он, Симонид, не был бы хорошим поэтом, если бы в своих стихах не соблюдал законов стихосложения, так и он, Фемистокл, не был бы хорошим правителем, если бы в угоду кому-нибудь поступал противозаконно.

## Архонтство
В 494 году до н. э. Фемистокл занял весьма высокую и почётную должность архонта. На волне своей популярности в следующем 493 году до н. э. он стал архонтом-эпонимом — главой исполнительной власти древних Афин. Во время его архонтства Фемистокл стал проводить ряд реформ, которые в будущем обеспечили грекам победу над персами и возвышение Афин над другими древнегреческими государствами. Архонт приложил максимальные усилия для того, чтобы сделать Афины сильным морским государством. Для этого он начал строительство нового порта в Пирее. Старый порт в Фалере, хоть и располагался значительно ближе к центру города, был непригоден для содержания большого флота. Сооружение Пирея стало краеугольным камнем будущего величия Афин.
Нововведения Фемистокла по усилению морской мощи Афин имели долгосрочное значение, не только в контексте греко-персидских войн, но также и политического устройства государства. По свидетельству Плутарха:

«Этим он усилил демос против аристократии и придал ему смелости, так как сила перешла в руки гребцов, келевстов и рулевых. По этой причине и трибуну на Пниксе, устроенную так, что она была обращена к морю, тридцать тиранов впоследствии повернули лицом к земле: они думали, что господство на море рождает демократию, а олигархией меньше тяготятся земледельцы».

## От битвы при Марафоне до второго вторжения персов в Элладу
В 490 году до н. э. войско персов под командованием Датиса и Артаферна высадилось неподалёку от Афин на равнине под городом Марафон. В ходе произошедшей битвы персы потерпели сокрушительное поражение. Главнокомандующим афинян был полководец Мильтиад. Победа при Марафоне пробудила честолюбие у Фемистокла, который также захотел добиться военных успехов. С тех пор он часто повторял «Лавры Мильтиада не дают мне спать». Данная фраза впоследствии стала крылатой.

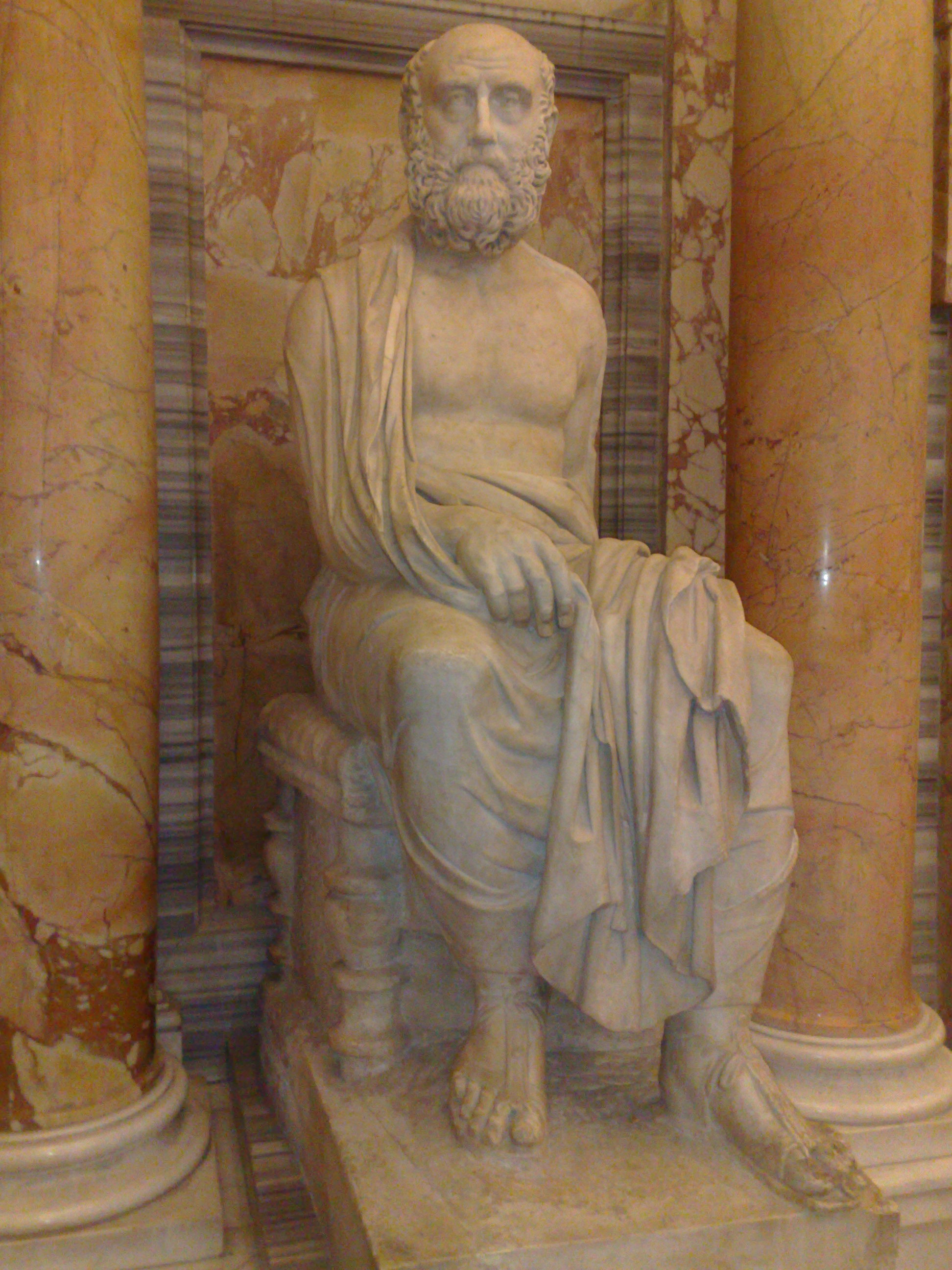
Статуя Аристида в одном из музеев Ватикана

Через год Мильтиад потерпел поражение и был серьёзно ранен при осаде острова Парос. Воспользовавшись недееспособностью полководца, представители знатного рода Алкмеонидов привлекли его к суду. Афинские аристократы завидовали славе и влиянию Мильтиада. По обвинению в «злоупотреблении доверием народа» Мильтиад был приговорён к громадному по тем временам штрафу в 50 талантов и заключён в тюрьму. Через несколько недель знаменитый полководец скончался.
После смерти Мильтиада Фемистокл, используя своё влияние на беднейшие слои населения, стал одним из самых влиятельных политиков в Афинах. Его соперником был Аристид, вокруг которого объединилась аристократия. В противоположность Фемистоклу, он был честным, добродетельным и справедливым. Последователи Аристида дали ему прозвище «Справедливый». Плутарх, со ссылкой на философа Аристона, пишет, что вражда Аристида и Фемистокла началась ещё в молодости на почве привязанности обоих к некоему выходцу с острова Кеоса Стесилаю. Когда Аристиду было поручено наблюдение за общественными доходами, он уличил многих влиятельных лиц, в том числе и Фемистокла, в громадных хищениях. Фемистоклу удалось не только выпутаться из сложившейся ситуации, но и выиграть суд против Аристида, найдя в его отчётах незначительные несоответствия. Афиняне возмутились, и проигравший суд Аристид «Справедливый» вновь был назначен на прежнюю должность. Согласно Плутарху:

«На этот раз, делая вид, будто раскаивается в прежнем своём поведении, он выказал куда большую снисходительность и пришёлся по душе расхитителям казны, которых он теперь не изобличал и не допекал расследованиями, так что они, набив кошельки общественными деньгами, рассыпались в похвалах Аристиду, с немалым рвением убеждая народ переизбрать его ещё раз. Перед самым началом голосования Аристид обратился к афинянам с таким упрёком: „Когда я управлял вами добросовестно и честно, меня опозорили, а теперь, когда я позволил ворам поживиться немалой толикой общественного добра, меня считают отличным гражданином. Но сам я больше стыжусь нынешней чести, чем тогдашнего осуждения, а об вас сожалею: вы охотнее одобряете того, кто угождает негодяям, нежели охраняющего государственную казну“».

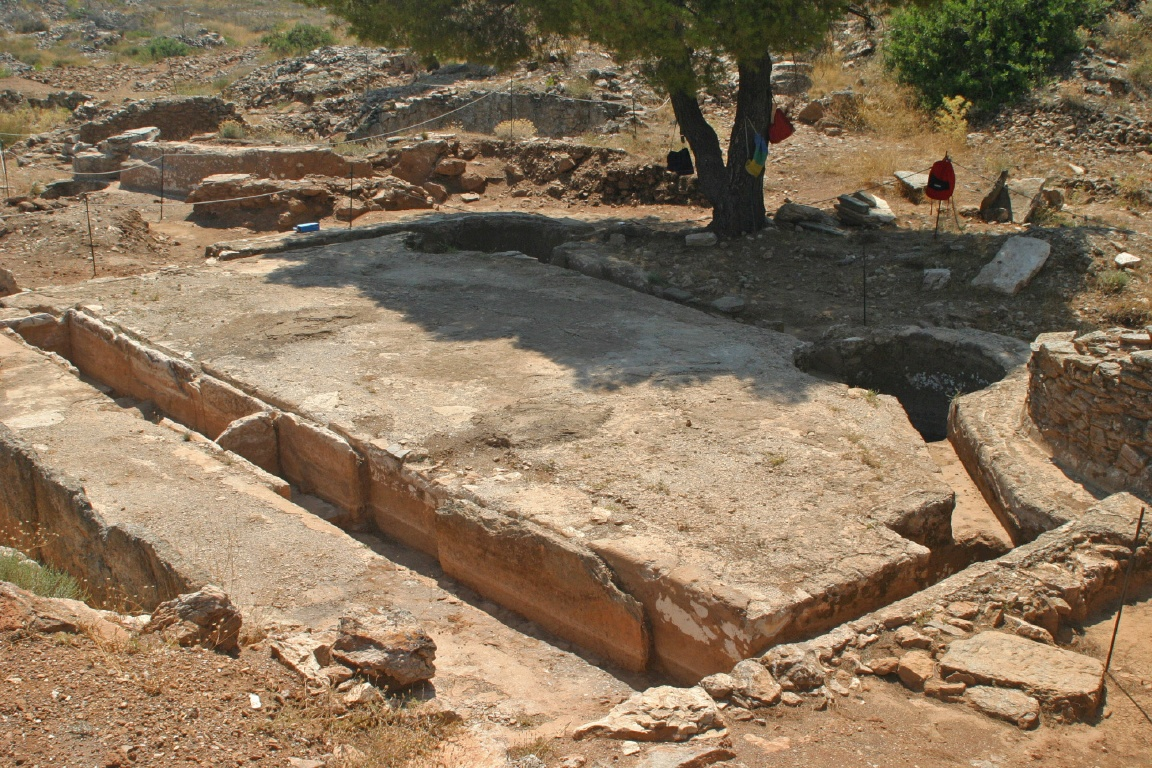
Руины серебряных рудников в Лаврионе

Фемистокл продолжал свою политику по созданию в Афинах мощного флота. У афинян был обычай делить между собою доходы от серебряных рудников в Лаврионе. Собственником этих рудников было государство. В Афинах после падения тиранов государственное имущество стало считаться собственностью всех граждан. Если после покрытия всех государственных потребностей в кассах оставались значительные суммы, то этот излишек делился между всеми гражданами. Фемистокл предложил направить получаемые средства на постройку кораблей. Предложение было воспринято весьма неоднозначно. Принимая его, каждый афинянин лишался хоть и небольшого, но верного денежного пособия, предоставляемого государством. Готовя корабли для войны с персами, Фемистокл понимал, что афиняне не согласятся с его предложением, так как не считают разбитых под Марафоном варваров серьёзной угрозой. Поэтому он убедил сограждан, что новые корабли и мощный флот необходимы для войны с Эгиной — островом, который вёл непрерывную войну с Афинами.

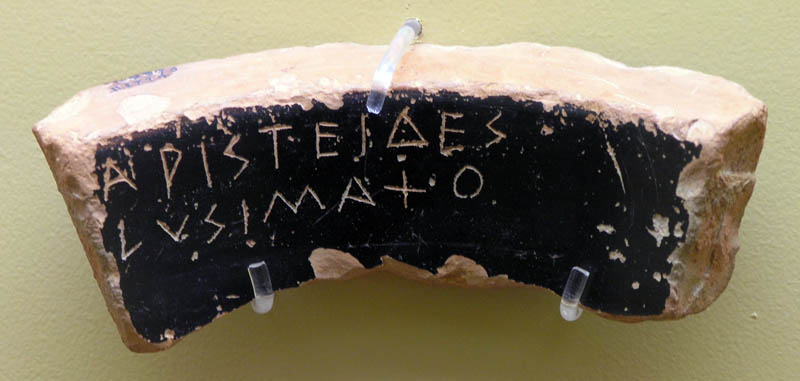
Один из остраконов Аристида

Этим планам противостояла аристократия во главе с Аристидом. Внедрение в жизнь планов Фемистокла по созданию 200 кораблей привело к увеличению поденной платы, а также удорожанию жизни. Разногласия между двумя партиями — аристократической и народной — накалились настолько, что было принято решение провести процедуру остракизма, чтобы восстановить спокойствие в городе. Во время процедуры голосования, согласно Плутарху, Аристид вновь оправдал своё прозвище «Справедливого»:
Рассказывают, что когда надписывали черепки, какой-то неграмотный, неотёсанный крестьянин протянул Аристиду — первому, кто попался ему навстречу, — черепок и попросил написать имя Аристида. Тот удивился и спросил, не обидел ли его каким-нибудь образом Аристид. „Нет, — ответил крестьянин, — я даже не знаю этого человека“, но мне надоело слышать на каждом шагу „Справедливый“ да „Справедливый“!..» Аристид ничего не ответил, написал своё имя и вернул черепок.
После удаления из города Аристида (в 484 или 483 году до н. э.) Фемистокл, в преддверии нашествия войска Ксеркса, стал главным политиком Афин.

## Вторжение персов в Элладу
В 481 году до н. э. состоялся конгресс 30 древнегреческих государств, на котором было принято решение сообща отражать предстоящее вторжение персов. В данном союзе наибольшей военной мощью обладали Афины и Спарта. При этом спартанцы имели сильное сухопутное войско, а афиняне морской флот, созданный вследствие проведённых ранее Фемистоклом реформ и нововведений. Коринф и Эгина, другие греческие государства с сильным флотом, отказались передавать его под командование афинян. В качестве компромисса командование над морскими силами было возложено на Спарту и её военачальника Еврибиада.

Карта государства Ахеменидов

Конгресс собрался вновь весной 480 года до н. э. Представители из Фессалии предложили грекам сделать попытку остановить войско Ксеркса в узком ущелье Темпе на границе Фессалии и Македонии. В Фессалию морем было направлено 10 тысяч гоплитов для защиты ущелья. Симпатизировавший грекам Александр, царь Македонии, которая до этого признала верховную власть персидского царя, предупредил войско греков о наличии обходного пути. Через несколько дней греки отплыли обратно. Вскоре после этого Ксеркс со своей армией переправился через Геллеспонт.
После этого афинским стратегом Фемистоклом был предложен другой план действий. Путь в южную Грецию (Беотию, Аттику и Пелопоннес) проходил через узкое Фермопильское ущелье. В нём греческое войско могло удерживать превосходящие по численности силы противника. Для предотвращения обхода ущелья с моря афинским и союзным кораблям следовало контролировать узкий пролив между островом Эвбея и материковой Грецией (впоследствии, практически одновременно с Фермопильским сражением, там состоялась морская битва при Артемисии). Данная стратегия была одобрена общегреческим конгрессом, хотя представители некоторых пелопоннесских городов были не согласны с таким решением. Они считали, что лучшим будет все силы направить на защиту коринфского перешейка, соединяющего Пелопоннесский полуостров с материком. Женщин и детей из оставленных Афин они предлагали эвакуировать в другие города.

### Битва при Артемисии

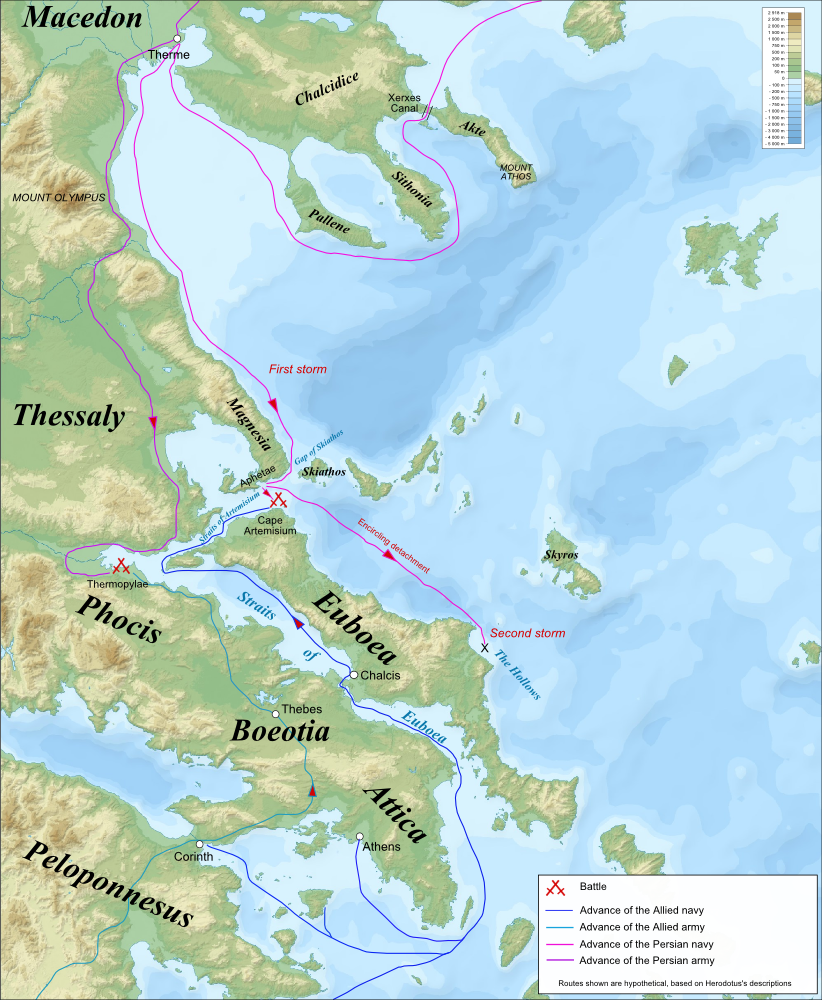
Карта перемещения греческих войск и персов перед Фермопильским сражением и битвой при Артемисии

Согласно Геродоту, в проливе между островом Эвбея и материком, около мыса Артемисий, собрался 271 греческий корабль. Во время этой битвы погодные условия для греков оказались крайне благоприятными. По пути к Артемисию персидский флот попал в сильный шторм, во время которого разбилось много кораблей. Когда эллины увидели огромный флот противника, то они устрашились и решили бежать. Фемистокл выступил резко против этого предложения. Он сумел убедить эллинов обождать следующим образом. Жители острова Эвбея просили подождать с отплытием, так как им было необходимо переправить женщин и детей в безопасное место. Отплытие же греческого флота означало скорое разграбление острова персами. Фемистокл взял у них 30 талантов, из которых отдал Еврибиаду 5, а военачальнику коринфян Адиманту 3. Плутарх упоминает также об 1 таланте, выданном триерарху одного из афинских судов, требовавшего немедленного отплытия. Остальные деньги Фемистокл оставил себе.
Видя перед собой небольшой греческий флот, персы считали свою победу неоспоримой. Для того, чтобы не допустить бегство греков, они решили отправить 200 кораблей в обход Эвбеи. Планы персов стали известны грекам от перебежчика. Не дожидаясь окружения, союзный флот эллинов неожиданно для персов напал на их основные силы и нанёс им существенный урон. С наступлением темноты начался шторм, в результате которого находившиеся в открытом море 200 персидских кораблей, плывших для окружения греков, разбились о прибрежные скалы.
Греки продолжали 2 дня успешно атаковать персидский флот, пока не получили сообщение о гибели царя Леонида и 300 спартанцев в Фермопильском сражении. После этих печальных для эллинов новостей они стали отступать.
После начала отступления Фемистокл предпринял следующую хитрость, направленную на то, чтобы либо отколоть от персидского войска родственных афинянам ионян, либо посеять к ним недоверие со стороны персов. Он во время отступления на быстроходном корабле заходил во все бухты, где была пресная вода, и оставлял на камнях надписи:
Ионяне! Вы поступаете несправедливо, идя войной на своих предков и помогая поработить Элладу. Переходите скорей на нашу сторону! Если же это невозможно, то по крайней мере хоть сами не сражайтесь против нас и упросите карийцев поступить так же. А если не можете сделать ни того, ни другого, если вы скованы слишком тяжёлой цепью принуждения и не можете её сбросить, то сражайтесь как трусы, когда дело дойдёт до битвы. Не забывайте никогда, что вы произошли от нас и что из-за вас первоначально пошла у нас вражда с персидским царём.

### Битва при Саламине

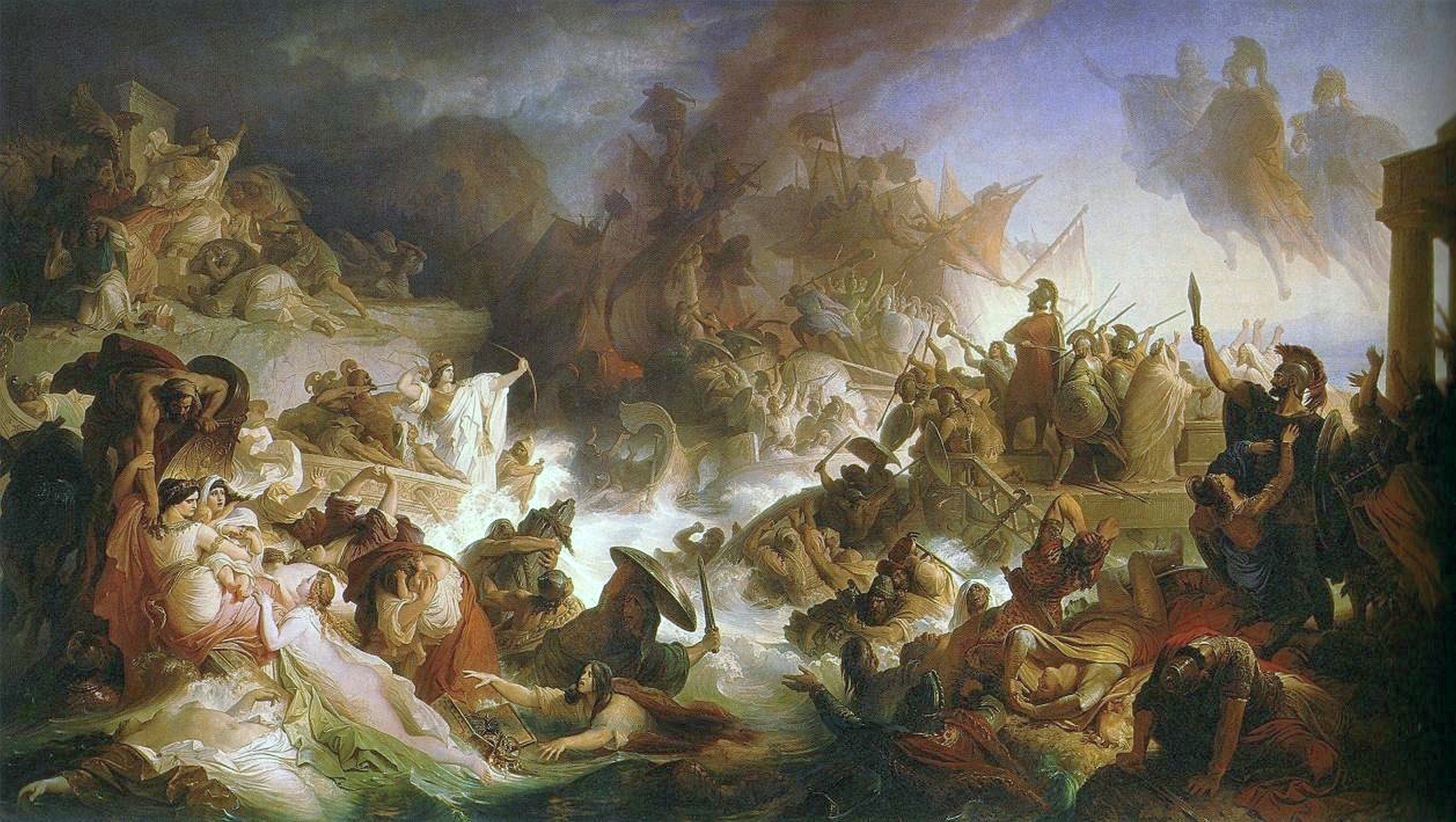
Картина Вильгельма фон Каульбаха «Битва при Саламине» 1868 года

После поражения греков под Фермопилами путь на Афины и Пелопоннес для персов был открыт. Воины из пелопоннесских городов стали в спешном порядке собираться на Коринфском перешейке и укреплять его. От Артемисии союзные корабли отплыли к острову Саламину. У Фемистокла возник план действий, который в конечном итоге обеспечил победу греков над персами. Чтобы воплотить его в жизнь, ему пришлось проявить всю свою хитрость и ораторский дар.
Незадолго до вступления персов на территорию Аттики афиняне отправили послов в Дельфы, чтобы спросить у оракула о дальнейших событиях. Пророчество оказалось самым мрачным и предвещало неминуемую гибель. Такой ответ оракула глубоко опечалил послов. Они решили вернуться к оракулу в качестве «умоляющих бога о защите». Следующее прорицание пифии оказалось не намного лучше. Однако оракул содержал фразы, которые затем успешно использовал Фемистокл для того, чтобы убедить афинян переселиться на расположенный рядом с Афинами остров Саламин:
Лишь деревянные стены даёт Зевес Триптогенее 
Несокрушимо стоять во спасенье тебе и потомкам
Остров божественный, о Саламин, сыновей своих жён ты погубишь
Фемистокл сумел на народном собрании убедить афинян, что «деревянные стены» — афинские корабли, а «гибель сыновей» относится к персам, так как в ином случае оракул сказал бы «несчастный Саламин», а не «божественный». В 1960 году была найдена и опубликована табличка с декретами Фемистокла. Её содержание во многом совпадает с записями античных классиков. В ней говорится о мобилизации всего мужского населения, об эвакуации женщин, стариков и детей на остров Саламин и в Трезен, о возвращении изгнанных из Афин граждан для общей борьбы.
Во время всеобщей неразберихи из храма пропала как священная змея, так и драгоценная эгида Афины. Фемистокл и эти события сумел использовать для воплощения своих планов. Он объяснил пропажу змеи тем, что богиня покинула город и указывает афинянам путь к морю. Для поиска драгоценности Фемистокл приказал обыскивать поклажу граждан и изымать чрезмерное количество денег, которые убегающие из города жители увозили с собой. Эти средства переходили в общественное пользование, и ими выплачивалось жалованье экипажам кораблей.
Плутарх весьма подробно описывает колебания греков за несколько дней до битвы. Главным начальником флота был спартанец Еврибиад. Он хотел сняться с якоря и плыть к Коринфскому перешейку, на котором находилось сухопутное войско пелопоннесцев. Фемистокл понимал, что узкие проливы нивелируют численное превосходство флота Ксеркса. Соответственно он возражал Еврибиаду. Во время их спора были сказаны фразы, ставшие впоследствии крылатыми:

Еврибиад сказал ему: «Фемистокл, на состязаниях бьют того, кто бежит раньше времени». — «Да, — ответил Фемистокл, — однако и того, кто остаётся позади, не награждают венком». Еврибиад поднял палку, чтоб его ударить, а Фемистокл сказал: «Бей, но выслушай» […] Фемистокл стал повторять своё прежнее предложение, но тут кто-то сказал, что человеку, не имеющему своего города, не следует уговаривать тех, у кого он есть, оставить и бросить отечество на произвол судьбы. Тогда Фемистокл обратился к нему и сказал: «Негодяй! Да, мы оставили дома и стены, не желая быть рабами из-за бездушных вещей, а город у нас есть, больше всех городов в Элладе, — двести триер, которые теперь стоят здесь, чтобы помогать вам, если вы хотите искать своего спасения; а если вы уйдёте вторично и измените нам, то сейчас же кое-кто из эллинов узнает, что афиняне приобрели и свободный город и землю не хуже той, какую потеряли».

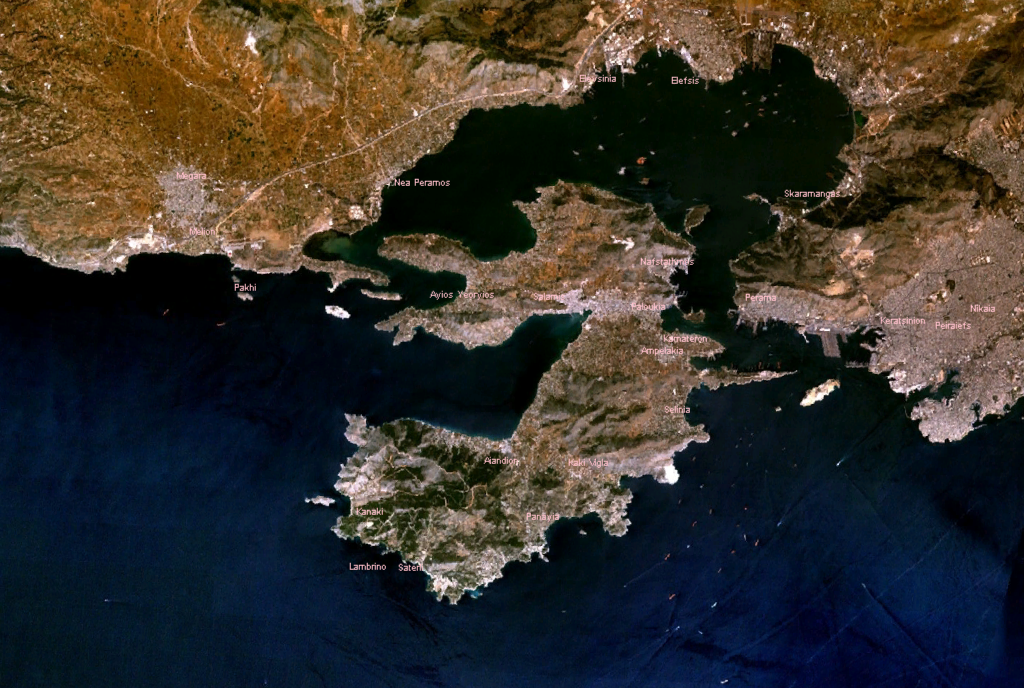
Вид острова Саламин

Своими доводами Фемистокл смог на несколько дней отсрочить отплытие союзного флота. Однако, когда неприятельский флот подошёл к Фалерской гавани, а на берегу появилось громадное персидское войско, греки решили бежать. Фемистокл, недовольный тем, что эллины упустят возможность воспользоваться выгодами местоположения и узких проливов, решился на беспрецедентную для мировой истории хитрость. Он отправил одного из своих доверенных рабов, Сикинна, перса по национальности, к Ксерксу с сообщением:
Афинский военачальник Фемистокл переходит на сторону царя, первый извещает его о том, что эллины хотят бежать, и советует не дать им убежать, а напасть на них, пока они находятся в тревоге по случаю отсутствия сухопутного войска, и уничтожить их морские силы.
Ксеркс повелел созвать военный совет и обсудить планы дальнейшего завоевания Греции. Большинство военачальников советовало дать грекам сражение в узких проливах около Саламина. Лишь сопровождавшая войско персов царица Артемисия советовала отказаться от сражения. Согласно Геродоту, приводимые ею доводы были весьма схожими со словами Фемистокла. Она просила передать Ксерксу, что, согласно её мнению, греческий флот долго сопротивляться не сможет и эллины вскоре разбегутся по своим городам. Продвижение в сторону Пелопоннеса и Коринфского перешейка принесёт армии персов безоговорочную победу. Ксеркс решил последовать мнению большинства военачальников и навязать эллинам сражение.
Пока военачальники эллинов продолжали жаркий спор, персы начали их окружение. Во время этих споров с Эгины прибыл Аристид, с трудом избежав преследования персидских сторожевых кораблей. Когда греки поняли, что их окружили, то им уже ничего не оставалось, кроме как готовиться к сражению.

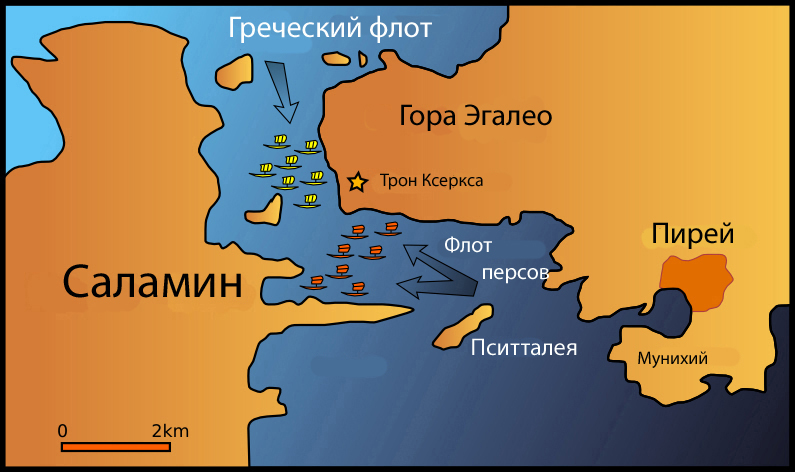
Битва при Саламине

Согласно Плутарху, со ссылкой на историка Фания, перед сражением один из жрецов потребовал от Фемистокла принесения человеческих жертв. В жертву Дионису Оместу были принесены трое персидских пленных юношей.
В результате битвы греки, используя узость проливов, смогли разбить превосходящие силы персов.
Битва при Саламине стала поворотным событием в греко-персидских войнах. Многие историки называют битву при Саламине одним из самых важных сражений истории. Греки, ранее уступавшие персам как в сухопутных, так и морских силах, получили преимущество на море. Согласно Геродоту, Ксеркс испугался, что греческие корабли поплывут к Геллеспонту и преградят ему путь обратно. Согласно Плутарху, после сражения между греческими военачальниками состоялся совет. Фемистокл предложил разрушить мосты в Геллеспонте, чтобы «захватить Азию в Европе». Аристид оппонировал ему:

Теперь мы воевали с варваром, преданным неге; а если мы запрём его в Элладе и человека, имеющего под своей властью такие силы, страхом доведём до последней крайности, то уж он не будет больше сидеть под золотым балдахином и спокойно смотреть на сражение, а пойдёт на всё, сам, пред лицом опасности, станет участвовать во всех действиях, исправит упущения и примет лучшие меры для спасения всего в целом. Поэтому, Фемистокл, — прибавил он, — не следует нам разрушать существующий мост, а если можно, построить ещё второй и поскорее выбросить этого молодца из Европы.

Фемистокл согласился с Аристидом и для того, чтобы поскорее изгнать Ксеркса из Греции, предпринял очередную хитрость. Он отправил к царю лазутчика с сообщением о том, что греки хотят разрушить мосты. Испуганный Ксеркс стал поспешно отступать.

## От битвы при Саламине до ссылки
Один из главных военачальников Ксеркса Мардоний обратился к царю с просьбой оставить ему часть сухопутного войска для дальнейшей войны. После недолгих раздумий Ксеркс согласился. Мардоний со своей армией остановился на зимние квартиры в Фессалии и Беотии, а афиняне смогли вернуться в разграбленный город. Зимой греческие союзники вновь собрались в Коринфе для празднования победы и обсуждения дальнейших военных действий.
На собрании было решено определить самого доблестного военачальника путём тайного голосования. Большинство военачальников первый камешек подали за самих себя, а второй за Фемистокла. В результате он получил вторую награду. Спартанцы же по достоинству оценили вклад Фемистокла в победу над персами при Саламине и оказали ему большие почести. Согласно Плутарху, они привезли его в Спарту, где вручили венок из маслины в награду за ум, подарили лучшую колесницу и послали эскорт в 300 спартанцев проводить его до границы.
По приезде из Лакедемона в Афины один из врагов Фемистокла начал его критиковать, говоря, что дарами спартанцев тот обязан только Афинам, но не себе. На это стратег, согласно Геродоту, ответил:
Будь я бельбинитом, спартанцы не оказали бы мне столь высоких почестей, но тебя, человече, они не почтили бы, хотя бы ты и был афинянином
Несмотря на столь внушительные заслуги Фемистокла перед афинянами, он был отстранён от верховного командования над войсками. Так, руководителем сухопутных сил стал Аристид, а морских — Ксантипп. В античных источниках отсутствуют свидетельства о деятельности Фемистокла, вплоть до битвы при Платеях. Битва при Платеях закончилась сокрушительным поражением персов.
После победы над Ксерксом Фемистокл заложил основу будущего возвышения Афин. После битв при Марафоне и Саламине слава афинян среди других греческих государств значительно возросла. Также Афины обладали наиболее мощным флотом. Предвидя возможные разногласия и вражду в будущем с Афинами, спартанцы запретили жителям возводить вокруг своего города стены. Согласно Плутарху, со ссылкой на историка Феопомпа, и Корнелию Непоту за разрешение вопроса взялся Фемистокл. Политик приказал гражданам строить стену максимально быстро, не щадя ни частных, ни общественных владений, а сам отправился в Спарту. В Лакедемоне он не спешил с визитом к официальным лицам — эфорам. Узнав, что укрепления почти окончены, Фемистокл явился к лакедемонским эфорам, обладавшим верховной властью, и стал уверять их, что полученные ими сведения ложны и поэтому необходимо отправить в Афины послов, которые подтвердили бы его правоту. Спартанцы отправили послов из числа высших должностных лиц. Они, по предварительному приказу Фемистокла, были задержаны афинянами. После этого эфоров предупредили о том, что заложников отпустят только тогда, когда Фемистокл прибудет обратно в Афины.
Фемистокл положил начало образованию Делосского морского союза, в который вошли приморские и островные греческие полисы; Афины в этом союзе играли решающую роль. Данный союз во времена Перикла и Пелопоннесской войны во многом обеспечивал мощь Афин.

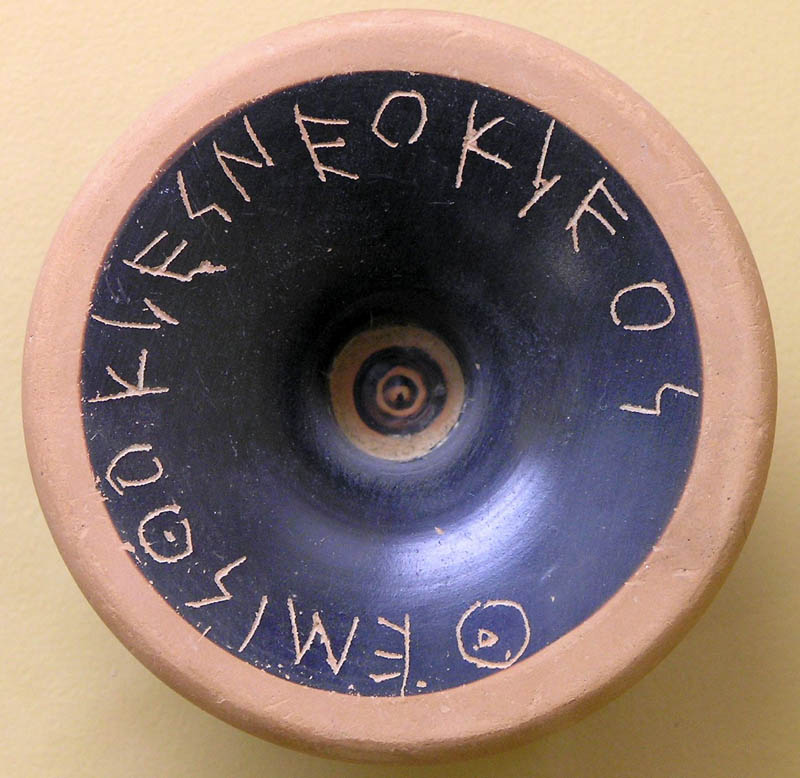
Остракон с надписью «Фемистокл сын Неокла»

Остракон с надписью: «Θεμιστοκλὴς καταπύγων Νεοκλέους» (Фемистокл, ... [бранное слово], сын Неокла)

Когда эллинский флот после отступления Ксеркса вошёл в гавань неподалёку от Афин и остановился на зимовку, Фемистокл в одной своей речи перед народным собранием сказал, что у него есть план, полезный и спасительный для афинян, но что нельзя говорить о нём при всех. Афиняне предложили ему сообщить этот план одному Аристиду и, если тот одобрит его, привести его в исполнение. Фемистокл сообщил Аристиду, что он задумал поджечь эллинский флот на его стоянке. Аристид заявил в народном собрании, что нет ничего полезнее, но в то же время бесчестнее того, что задумал Фемистокл. После этого афиняне отказались от предложения Фемистокла.
Деятельность Фемистокла вызывала нарекания среди городов, с которых он собирал дань. Так, по словам Геродота, требуя денег от жителей Андроса, он говорил, что привёз с собою двух богов — Убеждение и Принуждение, а те отвечали, что у них есть две великие богини — Бедность и Нужда, которые мешают им давать ему деньги. Также его упрекали за решение многих вопросов за взятки. Афиняне из зависти верили наветам на спасителя своего города и всей Эллады от персов. Также, согласно Плутарху, в конечном итоге он надоел согражданам частыми напоминаниями о своих заслугах. В результате он был подвергнут остракизму и изгнан на 10 лет из города.

## Изгнание

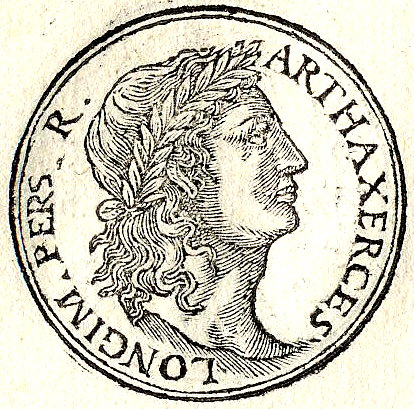
Персидский царь Артаксеркс, благосклонно принявший Фемистокла

После остракизма Фемистокл некоторое время жил в Аргосе. В это время у победителя битвы при Платеях спартанского регента Павсания возникли серьёзные разногласия с эфорами. Он начал секретные переговоры с персами. Видя опалу Фемистокла, военачальник пригласил его участвовать в измене. Фемистокл отказался от сотрудничества, однако не выдал планы спартанского регента, с которым у него были хорошие взаимоотношения. Когда заговор Павсания был раскрыт, среди его документов были найдены письма, в которых упоминался Фемистокл. Бывший военачальник, сыгравший знаковую роль в победе над персами, был заочно осуждён в Афинах. За ним послали гонцов в Аргос.
Фемистокл не стал дожидаться казни и бежал на Керкиру, жителям которой он когда-то оказал услугу в их споре с Коринфом. Оттуда, преследуемый спартанцами и афинянами, он перебрался в Эпир, которым правил царь Адмет, а затем в Сиракузы. После того, как тиран Сиракуз Гиерон отказал Фемистоклу, тот отправился в Азию. Персидский царь Артаксеркс до этого обещал за голову человека, сыгравшего значительную роль в поражении армии его отца Ксеркса, весьма большую сумму в 200 талантов. Однако в империи Ахеменидов Фемистокл оказался в большей безопасности, чем у себя на родине. С помощью своих друзей он был доставлен к царю и пал перед ним ниц. Удивлённый царь, видя преклонённого перед ним некогда самого знакового врага персов, не только сохранил ему жизнь, но и пожаловал в управление несколько городов — Магнесия-на-Меандре, Лампсак, Миунт, а по свидетельству Фания, ещё и Перкоту c Палескепсисом.
Некоторое время Фемистокл спокойно жил в одном из пожалованных ему городов. Однако, по свидетельству Плутарха, царь повелел ему исполнить ранее данные обещания и возглавить войну против греков. Согласно Плутарху, Фемистокл, получив данные распоряжения, принял яд. Впрочем, скорее всего, он умер от старости.

## Политическое и военное наследие

Делосский союз в начале Пелопоннесской войны

Наибольшим достижением Фемистокла является полная победа греков над армией Ксеркса. Несмотря на подавляющее численное превосходство армии империи Ахеменидов, Греция выстояла. Доктрина морского могущества Афин, превращение их в одну из сильнейших античных держав имели ряд важных исторических последствий. В 478 году до н. э., вскоре после победы над персами, союз эллинов был создан вновь, но уже без пелопоннесских городов-государств. В новом, Делосском союзе Афины играли ведущую роль. Под руководством Перикла Делосский союз превратился в Афинскую империю. Входящие в союз острова были обязаны выплачивать афинянам дань и не имели возможности вести самостоятельную внешнюю политику. Возвышение Афин, вследствие деятельности Фемистокла, привело вначале к ухудшению отношений с другими греческими городами-государствами, в частности со Спартой, что вылилось в длительную Пелопоннесскую войну.
Образ Фемистокла, как человека, сыгравшего ключевую роль в победе над противником, а затем вынужденного просить у него же приюта, был использован Наполеоном. Французский император в своём письме к англичанам о капитуляции сравнивает себя с Фемистоклом, отдающимся на милость бывшего врага.

## Образ Фемистокла в искусстве
Древнегреческому стратегу посвящена одноимённая опера Иоганна Кристиана Баха. События происходят в 470 году до н. э. Фемистокл бежал из Греции и оказался в Сузах, при дворе персидского царя. Опера была написана в 1772 году в Мангейме.
В фильме 1962 года «300 спартанцев» роль Фемистокла играет Ральф Ричардсон.
В фильме «300 спартанцев: Расцвет империи» 2014 года роль Фемистокла исполнил Салливан Степлтон.
Древнегреческому стратегу посвящены несколько исторических романов, в частности «Герой Саламина» Л. Воронковой и «Фемистокл» В. Поротникова.
В романе-поэме «Мёртвые души» Н. В. Гоголя старшему сыну Манилов дал имя Фемистоклюс в честь полководца Фемистокла (Themistokles).

## Античные источники
- Корнелий Непот. «Фемистокл»
- Плутарх. [lib.ru/POEEAST/PLUTARH/plutarkh4_4.txt «Фемистокл и Камилл»]
- Фукидид. «История»
- Геродот. «История»